# دونالیلا سالینا
دونالیلا سالینا (نام علمی: Dunaliella salina) نوعی ریزجلبک سبز نمک‌دوست است که در محیط دریاچه‌های نمک یافت می‌شود. این جلبک برای فعالیت آنتی‌اکسیدانی خود شناخته می‌شود که به‌خاطر توانایی او در تولید حجم زیادی از کاروتنوئید است. کاروتنوئید در تولید لوازم آرایشی و مکمل‌های غذایی طبیعی کاربرد دارد. ارگانیسم‌های کمی هستند که می‌توانند در محیط‌های نمکی مانند حوضچه تبخیر نمک دوام بیاورند. برای زندگی در چنین محیط‌هایی، این ارگانیسم‌ها می‌توانند مقدار زیادی بتاکاروتن برای محافظت از خودشان در برابر نور شدید و مقدار زیادی گلیسیرین برای غلبه بر فشار اسمزی تولید کنند. این محصولات اهمیت زیادی در تولید تجاری محصولات بیولوژیکی دارند.